# Centroclisis punctulata
Centroclisis punctulata is een insect uit de familie van de mierenleeuwen (Myrmeleontidae), die tot de orde netvleugeligen (Neuroptera) behoort. 
Centroclisis punctulata is voor het eerst wetenschappelijk beschreven door Navás in 1912.